# Isekai Cheat Magician
Isekai Cheat Magician (яп. 異世界チート魔術師, Ісекай ті:то мадзюцусі, неоф. укр. Маг-чітер з другого світу) — серія ранобе, яку написав Такеру Утіда та проілюстровав Нардак.
Початок серії поклали публікації на сайті Shōsetsuka ni Narō в 2012 році. З 2013 року історія виходить у паперовому вигляді у видавництві Shufunotomo; 11 томів вийшло станом на вересень 2019 року. Манґу-адаптацію історії створила Карін Судзурагі і вона виходить в журналі Monthly Shōnen Ace видавництва Kadokawa Shoten з грудня 2016 року. З 10 липня по 25 вересня 2019 роки йшла трансляція аніме-адаптація, яку створила студія Encourage Films.

## Сюжет
Одного разу звичайні школярі Нісімура Тайті і Рін Адзума виявляються викликані в фентезійний світ. У ньому вони виявляють, що обидва володіють значними талантами до магії. Вони вирішують розвивати їх і приєднатися до гільдії шукачів пригод, щоб знайти шлях додому. Досить скоро вони виявляються замішані в громадянську війну, що почалася в королівстві.

## Персонажі
Тайті Нісімура (яп. 西村太一, Нісімура Тайті) — 15-річний школяр, який захоплюється рольовими іграми. Був покликаний в інший світ, де у нього виявилися здібності до магії, більш того, рідкісний її різновид, що дозволяє використовувати силу елементів безпосередньо без заклинань. Спочатку він користується нею для посилення свого тіла, але пізніше розкриває свою справжню спеціалізацію — магію заклику. З її допомогою він може укладати договір з духами і використовувати силу духів стихій, в його випадку цим духом стає Аріель, яка пізніше розкрила своє справжнє ім'я — Серафім, королева духів вітру. Його дизайн досить стандартний для головних героїв творів цього ж жанру і нічим не виділяє його серед інших. У той же час наявність компанії подруги дитинства дозволяє зобразити його хорошим хлопцем, а не мізантропом, отаку або «пустушкою», як трапляється з іншими героями в жанрі, і надає його характеру глибину.
Сейю: Кохей Амасакі
Канаде Адзума (яп. 吾妻, Адзума Канаде) / Рін Адзума (яп. 吾妻 凛, Адзума Рін) Подруга дитинства Тайті, яка перенеслася разом з ним в інший світ. Як і він, виявила в собі таланти мага, але в її випадку цим стала здатність використовувати заклинання всіх чотирьох стихій. Завдяки знанням, отриманим в школі, вона може застосовувати і використовувати заклинання нетрадиційним для фентезійного світу способом. У ранобе її ім'я — Канаде, а в манзі і аніме — Рін. Дизайн її костюма виділяє її серед інших героїнь завдяки незвичайному поєднанню шорт і накидки чарівника. Вона не дозволяє Тайті залишати її відсиджуватися в безпеці, не служить лише підтримкою в бою для героя, а самостійно бореться.
Сейю: Ріе Такахасі
Лемія (яп. レミーア, Ремі:а) — «Маг падаючого листя», що стала наставницею головних героїв і яка навчила їх магії. Вона володіє магією трьох стихій.
Сейю: Охара Саяка
Мюра (яп. ミューラ, Мю:ра) — ельфа і одна з колишніх учениць Лемії, що володіє магією двох стихій. Вона швидко здружилася з Рін, допомагаючи їй вивчити магію. Коли більшість інших жіночих персонажів носять вбрання з досить відвертими вирізами, Мюра одягається підкреслено консервативно.
Сейю: Танака Мінамі

## Медіа

### Ранобе
З 2012 року Такеру Утіда публікує історію на сайті Shōsetsuka ni Narō . А з 2013 року видавництво Shufunotomo взяло на себе друк у вигляді книг. На кінець вересня 2019 року було випущено одинадцять томів.
| №  | Дата виходу     | ISBN                   |
| -- | --------------- | ---------------------- |
| 1  | 28 червня 2013  | ISBN 978-4-07-290972-0 |
| 2  | 26 грудня 2013  | ISBN 978-4-07-294220-8 |
| 3  | 29 вересня 2014 | ISBN 978-4-07-299163-3 |
| 4  | 30 вересня 2015 | ISBN 978-4-07-403070-5 |
| 5  | 30 травня 2016  | ISBN 978-4-07-417668-7 |
| 6  | 30 червня 2017  | ISBN 978-4-07-426236-6 |
| 7  | 28 грудня 2017  | ISBN 978-4-07-429080-2 |
| 8  | 31 травня 2018  | ISBN 978-4-07-432610-5 |
| 9  | 30 березня 2019 | ISBN 978-4-07-437079-5 |
| 10 | 28 червня 2019  | ISBN 978-4-07-439575-0 |
| 11 | 28 вересня 2019 | ISBN 978-4-07440561-9  |

### Манґа
Манґа-адаптація руки Карін Судзурагі почала публікуватися в журналі Monthly Shōnen Ace видавництва Kadokawa Shoten в грудні 2016 року. 26 жовтня 2019 року виходить сьомий том.
Чотирипанельна манґа-спінофф під назвою Soreyuke! Isekai Cheat Magician почала публікуватися з 25 серпня 2018 року в журналі Shōnen Ace . Окремі історії будуть також з'являтися на сайтах Comic Walker і Nico Nico Seiga. Автором йонкома став Таку Кавамура.

### Аніме
16 квітня 2018 року проголошено про створення аніме-адаптація історії. За екранізацію взялася студія Encourage films. Режисер Дайсуке Цукусі — для нього це перша самостійна робота, раніше був постановником серій серіалів, таких як " Полювання на привидів ", сценаристом виступив Такайо Ікамі, над дизайном персонажів працює художник Сюдзі Маруяма, а композитор Йосімаса Фудзісава.
Crunchyroll займається стрімінгом аніме в усьому світі, в тому числі з російськими субтитрами. З 1 жовтня 2019 року ці фірми також запустили показ аніме з англомовним дубляжем.
Список серій
| Номер | Назва серії                                           | Дата трансляції |  |
| ----- | ----------------------------------------------------- | --------------- |  |
|       |                                                       |                 |  |
| 01    | «Ісекай кара но "майоідзін"» (異世界からの「迷い人」) | 10 липня 2019   |  |
| 02    | «Мадзюцу Сюге:» (魔術修行)                            | 17 липня 2019   |  |
| 03    | «Какедасі Бо: кенся» (駆け出し冒険者)                 | 24 липня 2019   |  |
| 04    | «Сінку но Кейяку» (真紅の契約)                        | 28 квітня 2019  |  |
| 05    | «Сакуд: но Ніоі» (策動の匂い)                         | 7 серпня 2019   |  |
| 06    | «Асупайа Бо: ей-сен» (アズパイア防衛戦)               | 14 серпня 2019  |  |
| 07    | «Сьо: кандзюцусі» (召喚術師)                          | 21 серпня 2019  |  |
| 08    | «О:то Уене:фікусу» (王都ウェネーフィクス)             | 28 серпня 2019  |  |
| 09    | «Ікуса но Хадзімарі» (戦のはじまり)                   | 4 вересня 2019  |  |
| 10    | «Хітоцу но Кеттяку» (ひとつの決着)                    | 11 вересня 2019 |  |
| 11    | «Ма: уоруто но Кайсен» (マーウォルトの会戦)           | 18 вересня 2019 |  |
| 12    | «Ісекай Ті: то Мадзуцусі» (異世界チート魔術師)        | 25 вересня 2019 |  |

## Критика
Аніме вийшло на хвилі популярності жанру про «попаданців» в літній сезон 2019 року і було не єдиним в такому жанрі в сезоні, але навіть не єдиним, що виходило в той же день, що ніяк не допомогло йому виділитися серед інших. Основними недоліками аніме критики вказують низький бюджет і шаблонність сюжету і персонажів.
Моментом, що виділяється, є те, що головний герой переноситься в інший світ не один, а разом з подругою дитинства, яка теж виявляється талановитим магом в новому світі, не таким потужним, як Тайті, але серед найсильніших, що робить її здатною за себе постояти. Вона активно чинить опір спробам Тайті зробити з неї " діву в біді ". І якщо окремо Тайті і Рін можуть бути досить бляклими персонажами, то через стосунки між ними разом вони набагато привабливіше. Динаміка їх відносин нагадує відносини між Кіріт і Асун з Sword Art Online, за винятком того, що відносини Тайті і Рін залишаються швидше дружніми, ніж романтичними. Втім, деякі критики вважали цей хід просто способом додати до «гарему» героя «подругу дитинства», яких бракує зазвичай в історіях про попаданців. У той же час їхні стосунки дозволяють зробити персонажів приємнішими людьми, що робить персонажів менш дратівливими, ніж в " Сходженні героя Щита " або Arifureta, наприклад. Це переноситься і на оточення — більшість персонажів, з якими герої взаємодіють, виявляються теж в основі своїй хорошими людьми.
В основному ж аніме слід всім шаблонами жанру: в центрі оповідання головний герой, який отримав приголомшливу силу і оточений безліччю різноманітних жіночих персонажів. Сюжет відрізняється від більшості тільки тим, що герої витрачають час на навчання управлінню своїми новими силами, а не просто отримують їх. Завдяки наявності двох перенесених персонажів, побудова світу розгортається не у вигляді монологу, а у вигляді діалогу між ними. Втім, світ, в який потрапили персонажі, описується в загальних рисах, не вдаючись у деталі.
З технічного боку аніме теж не виявилося виділеним — анімація персонажів в більшості випадків виконана на рівні, але бойові сцени позбавлені жвавості і яскравості, що особливо помітно в сценах масових битв. Магічні ефекти і пейзажі надають світу життя, але в них немає особливого характеру або чого-небудь, що запам'ятовується. Дизайн головного героя нічим не виділяється, так що його буде навіть складно відрізнити від героїв інших ісекай-аніме. Інші персонажі, за винятком Рін, теж носять типові для аніме Фентезійні костюми.
Музика і озвучення персонажів також не виділяються. Вони добре підібрані, але в них немає нічого, що запам'ятовується або виділяється.